# Edmundo Paz Soldán
José Edmundo Paz-Soldán Ávila (Cochabamba, 1967) es un escritor boliviano y uno de los autores más representativos de la generación latinoamericana de la década de 1990, conocido como McOndo.

## Biografía
Hijo de Raúl Paz Soldán Diez de Medina y de Lucy Ávila, estudió en el colegio Don Bosco de Cochabamba.
Según sus propias palabras, comenzó a "escribir en serio" —durante la adolescencia "escribía mucho, pero lo tomaba como un pasatiempo"— hacia los 19 años, en Buenos Aires, donde estudiaba Relaciones Internacionales.
Sin embargo, las primeras publicaciones —cuando todavía escribía "como pasatiempo"— aparecieron en su natal Cochabamba, en el Suplemento Correo del periódico Los Tiempos, en sus años de escolar.
Estudió Ciencias Políticas en la Universidad de Alabama en Huntsville, a la que llegó mediante una beca como jugador de fútbol y en la que se licenció en 1991. Un año antes de graduarse, había aparecido, en Cochabamba, su primera recopilación de cuentos —género con el que comenzó su andadura literaria y que no ha abandonado— bajo el título de Las máscaras de la nada. 
En 1992 aparece su primera novela, Días de papel, que el año anterior había quedado finalista en el concurso literario estadounidense de obras en español Letras de Oro y que le hizo merecedor de su primer galardón: el premio boliviano Erich Guttentag. Desde entonces ha seguido fiel a la narrativa, escribiendo tanto relatos como novelas.
En 1997 obtuvo un doctorado en Lenguas y Literatura Hispana por la Universidad de Berkeley con un ensayo sobre la vida y obra de Alcides Arguedas; de esta investigación nacería después un libro que fue publicado en 2003.

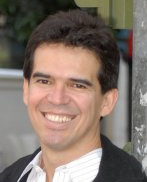
Paz Soldán en 2008

En 2011 presidió la primera edición del Premio de las Américas, que ganó el chileno Arturo Fontaine Talavera.
Paz Soldán escribió su primer libro de ciencia ficción en 2014: Iris, que nació de la lectura de un reportaje en la revista Rolling Stone sobre soldados psicópatas en Afganistán. Esta novela no fue pensada en un comienzo para escribirla en el género en el que finalmente lo hizo, sino que debería haber sido la última de una trilogía que empezó con Los vivos y los muertos (2009) y siguió con Norte (2011).
"La ciencia ficción que me interesa es un género muy político, el de las grandes distopías del siglo XX creadas por autores como Orwell o Huxley", ha explicado el escritor.
Es columnista de temas de cultura y política en el diario chileno La Tercera. También ha escrito para medios como El País, The New York Times, Time y Etiqueta Negra. 
Ha traducido algunas obras del inglés, como Mucho ruido y pocas nueces de Shakespeare y El vendedor de sueños del estadounidense de origen ecuatoriano Ernesto Quiñonez.
Sus obras han sido traducidas a varios idiomas y han aparecido en antologías en diferentes países de Europa y América.
Desde 1991 reside en Estados Unidos, donde es profesor de Literatura latinoamericana en la Universidad de Cornell. Su hermano Marcelo fue director (1996-2009) de la editorial Nuevo Milenio, en Bolivia.

## Obras

### Cuento
- Las máscaras de la nada, Los Amigos del Libro, Cochabamba, 1990
- Desapariciones, Ediciones Centro Simón I Patiño, Cochabamba, 1994
- Dochera y otros cuentos,  Nuevo Milenio, La Paz, 1998. Contiene 3 relatos:
  - Dochera; Cuando tú no estabas y La escena del crimen
- Amores imperfectos, Santillana, La Paz, 1998 (Alfaguara, Buenos Aires, 2000; Suma de Letras, Madrid, 2002); tanto la edición bonaerense como la madrileña contienen 23 cuentos:
  - Historia sin moraleja; La puerta cerrada; Romeo y Julieta; Ritual del atardecer; Fotografías en el fin de semana; En el corazón de las palabras; Continuidad de los parques; El museo en la ciudad; Imágenes photoshop; La ciudad de las maquetas; Epitafios; Cartografías; El rompacabezas; Persistencia de la memoria; Presentimiento del fin; El dolor de tu ausencia; Tiburón; El informe de los ciegos; La invención del Marqués; Amor, a la distancia; Cuando tú no estabas; La escena del crimen y Dochera
- Simulacros, antología; Santillana, La Paz, 1999
- Desencuentros, Alfaguara, 2004; reúne los dos primeros libros de cuentos de Paz Soldán: Las máscaras de la nada y Desapariciones
- Norte, antología de 16 cuentos cuya acción transcurre en Estados Unidos; Grupo Editorial La Hoguera, Santa Cruz, 2006. Contiene:
  - Anaheim, California; Lluvia en los inviernos de Michigan; En el cementerio; The masks of nothingness; Faulkner; Historia sin moraleja; Fotografías en el fin de semana; Tiburón; Amor, a la distancia; Much ado about nothing; La barricada; Patchwork; El ladrón de Navidad;  Billie Ruth y La vista
- Lazos de familia, Grupo Editorial La Hoguera, Santa Cruz, 2008
- La puerta cerrada y otros cuentos, Editorial Gente Común, La Paz, 2009
- Billie Ruth, Páginas de Espuma, Madrid, 2012; contiene 15 cuentos:
  - El acantilado; Casa tomada; Bernhard en el cementerio; Extraños en la noche; Díler; Los otros; El ladrón de Navidad; Roby; Volvo; Ravenwood; Billie Ruth; Como la vida misma; El Croata; Srebrenica y Azurduy
- Las visiones, Páginas de Espuma, Madrid, 2016; contiene 14 cuentos:
  - Las visiones, Temblor-del-cielo, El ángel de Nova Isa, La casa de la Jerere, Los pájaros arcoíris, Doctor An, Luk, Artificial, Los tigres de Kondra, Anja, El rey Mapache, Dragón, El próximo movimiento y El frío
- La vía del futuro, Páginas de Espuma, Madrid, 2021; contiene 8 cuentos:
  - La vía del futuro, El señor de La Palma, Mi querido resplandor, La muñeca japonesa, El astronauta Michael García, Las calaveras, En la hora de nuestra muerte y Bienvenidos al nuevo mundo.

### Novelas

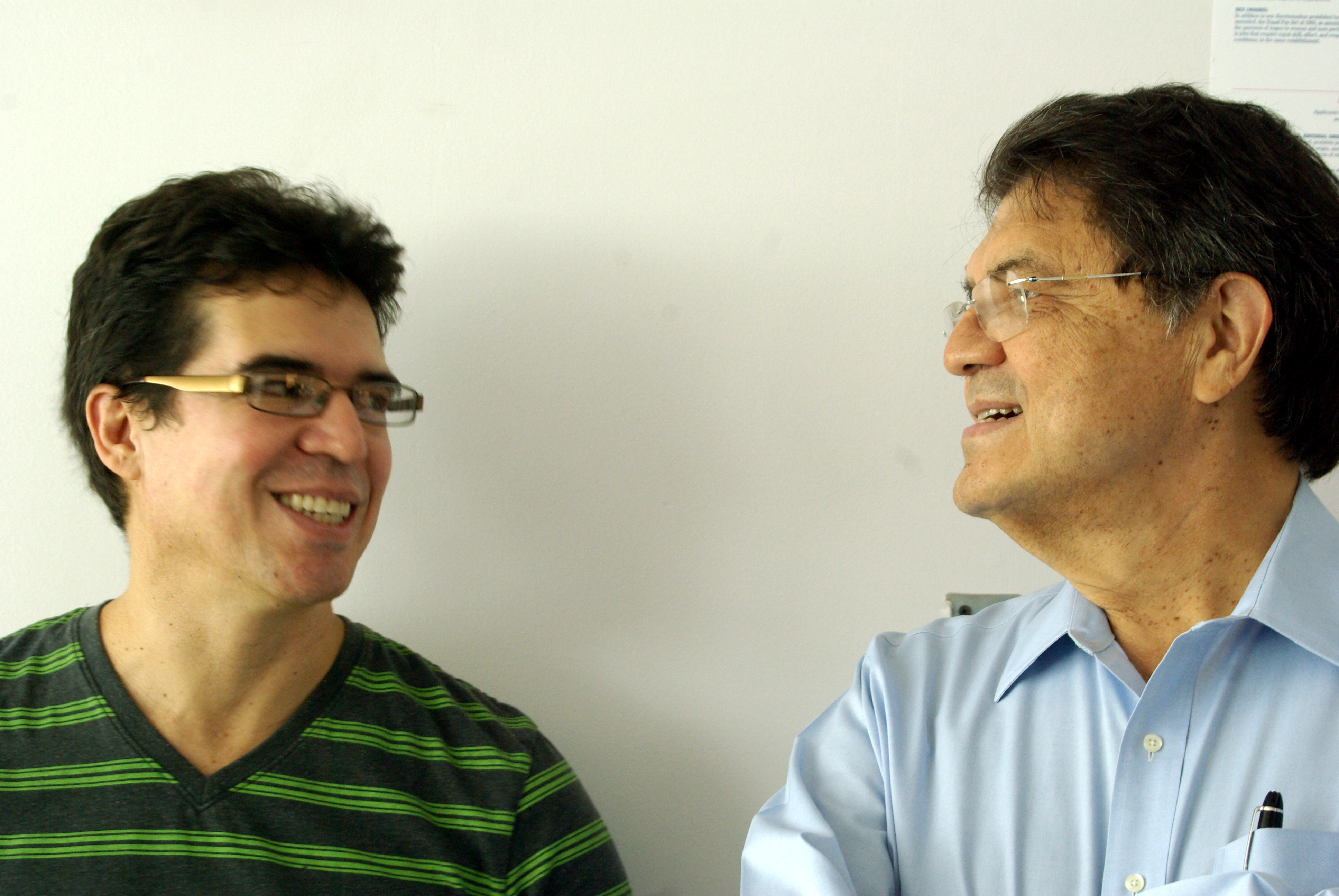
Paz Soldán con el escritor nicaragüense Sergio Ramírez.

- Días de papel, Los Amigos del Libro, Cochabamba, 1992
- Alrededor de la torre, Nuevo Milenio, Cochabamba, 1997
- Río fugitivo,  Alfaguara, La Paz, 1998 (edición revisada, Nuevo Milenio, Cochabamba, 2008)
- Sueños digitales, Alfaguara, La Paz, 2000 (Santillana USA 2001)
- La materia del deseo, Alfaguara, Miami, 2001 (Madrid, 2002)
- El delirio de Turing, Alfaguara, La Paz, 2003
- Palacio Quemado, Alfaguara, Miami, 2006 (La Paz, 2007)
- Los vivos y los muertos, Alfaguara, Madrid, 2009
- Norte, Mondadori, Barcelona, 2011
- Iris, Alfaguara, 2014
- Los días de la peste, Nuevo Milenio, Cochabamba, 2017
- Allá afuera hay monstruos, Nuevo Milenio, Cochabamba, 2021
- La mirada de las plantas, Almadia, 2022.
- Área Protegida, 2024[9][10]

### Ensayos y crítica
- Latin American Literature and Mass Media, coeditores: Debra A. Castillo y Paz Soldán; Garland, 2000; el capítulo 4 está escrito por el autor boliviano: The Avant-Garde and Cinematic Imaginary: Huidobro's novela-film
- Alcides Arguedas y la narrativa de la nación enferma, Plural Editores, La Paz, 2003

### Como editor
- Se habla español. Voces latinas en USA (cob Alberto Fuguet), Alfaguara 2000
- Bolaño salvaje (con Gustavo Faverón), Candaya, Barcelona, 2008

## Premios y distinciones
- Finalista de Letras de Oro 1991 por Días de papel (Estados Unidos)
- Premio Erich Guttentag 1991 por Días de papel (Bolivia)
- Finalista Premio Juan Rulfo 1997 por el cuento Dochera Ganadores y finalistas Premio Juan Rulfo
- Finalista del Premio Rómulo Gallegos 1999 por "Río fugitivo"
- Premio Nacional de Novela de Bolivia 2002 por El delirio de Turing
- Beca Guggenheim 2006
- Finalista del Premio Hammett 2012 (Semana Negra de Gijón) por la novela Norte[11]
- Finalista del IV Premio de narrativa breve Ribera del Duero 2015 por Las visiones